# Feira Nova do Maranhão
Feira Nova do Maranhão is een gemeente in de Braziliaanse deelstaat Maranhão. De gemeente telt 7.899 inwoners (schatting 2009).